# Dodge Charger (2024)
La octava generación del Dodge Charger es un automóvil deportivo eléctrico cupé de dos puertas, producido por el fabricante estadounidense Dodge desde 2024.
A partir de 2025, también se tiene previsto incluir en la gama un sedán de cuatro puertas.

## Concepto

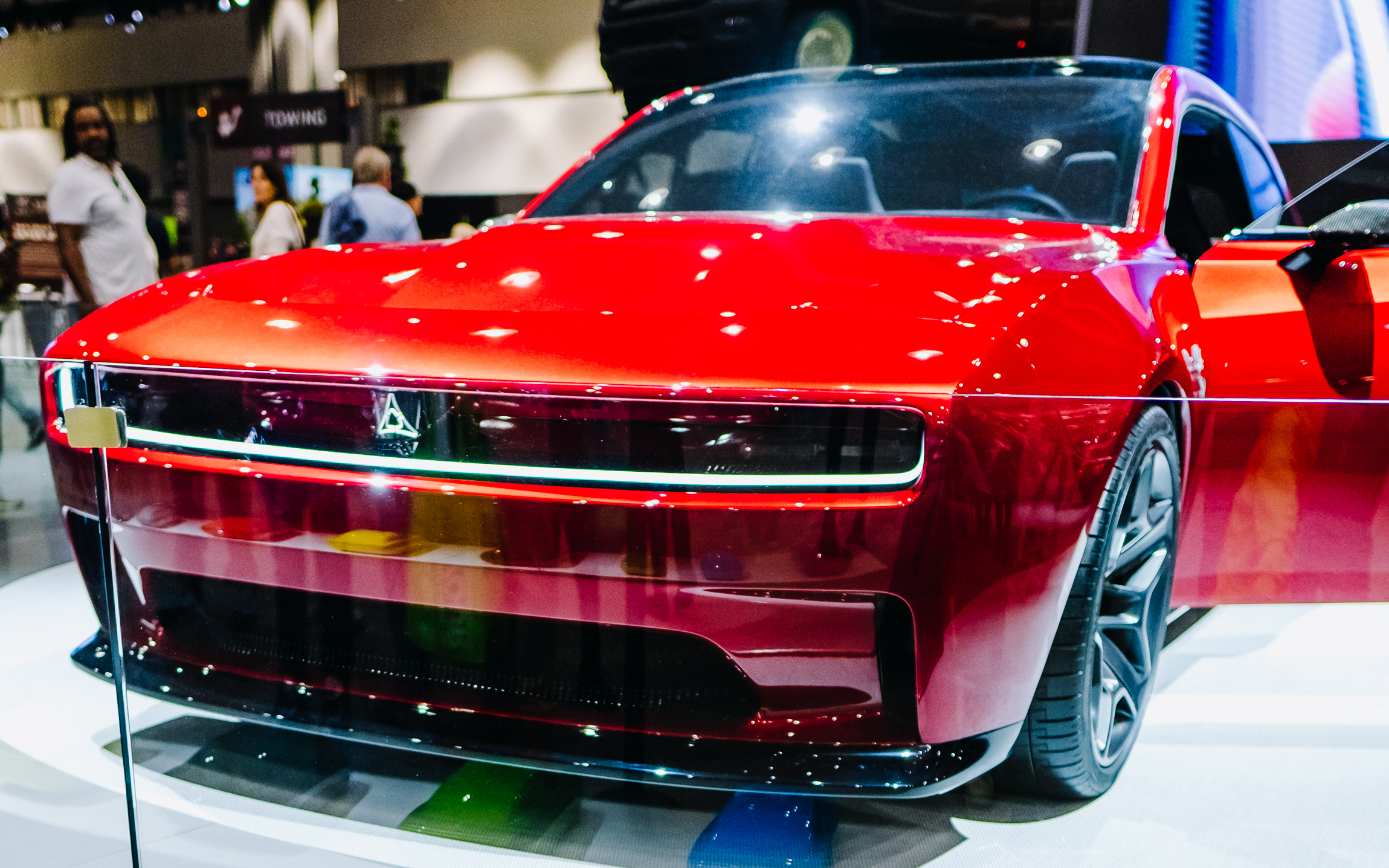
Concepto en el Salón del Automóvil de Los Ángeles de 2022.

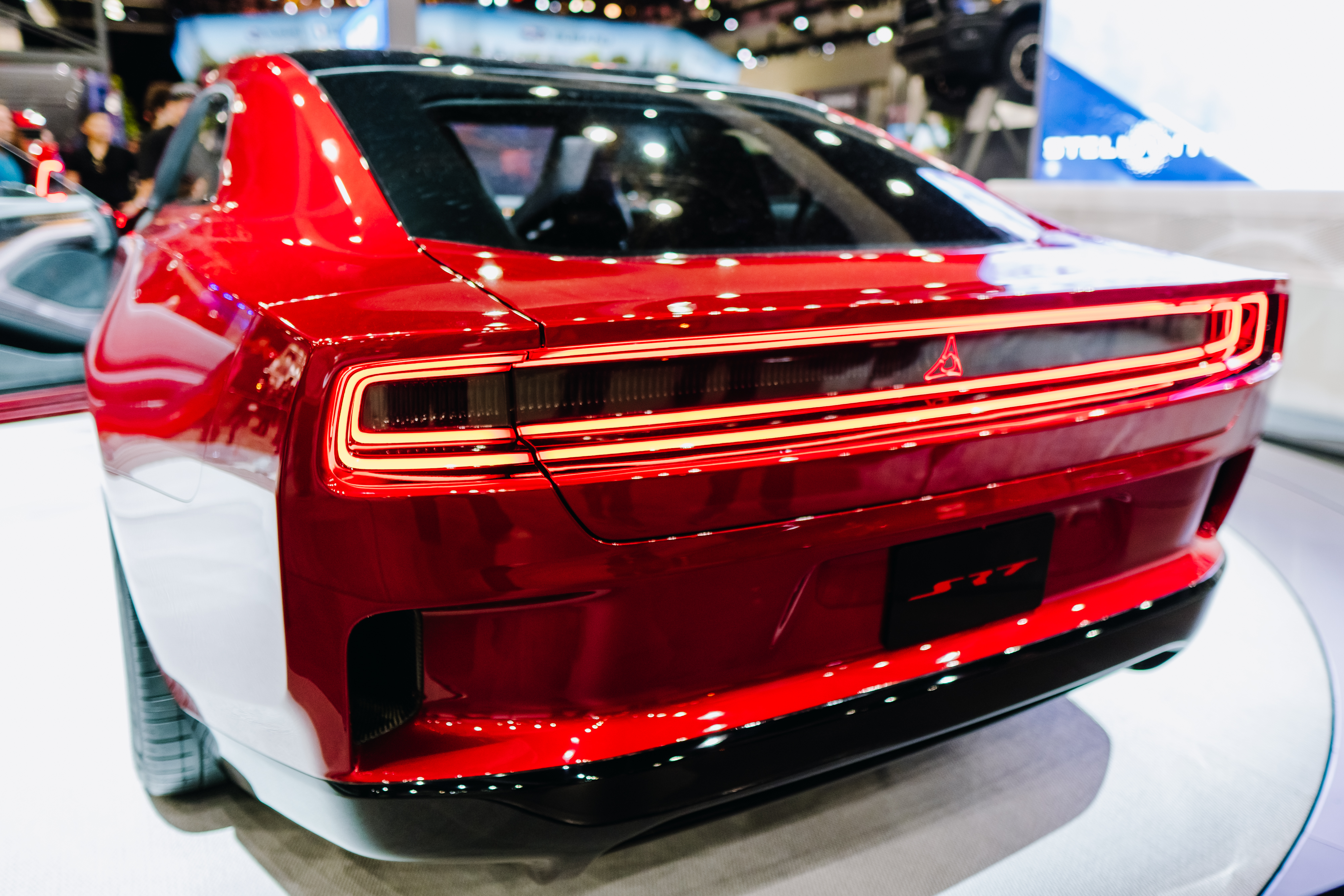
Vista trasera.

El concepto fue presentado en el SEMA Show de 2022. Es un auténtico muscle car americano eléctrico que no necesita gasolina, aunque sí incluye el sonido de su motor gracias a su sistema de escape "Fratzonic Chambered Exhaust". Está formado por tres características que cambian el juego, con sus patentes en proceso de tramitación que, según la marca, reescribirán las reglas de los coches de baterías:
- R-Wing: una característica única de diseño aerodinámico que conecta al prototipo con el icónico Dodge Daytona.
- Escape con cámara Fratzonic: el primer tubo de escape de la industria para un vehículo eléctrico, que puede alcanzar los 126 dB, previendo así que su sonido sea similar al de un modelo del fabricante con el motor del Hellcat.
- eRupt: una transmisión de varias velocidades con la experiencia genuina del cambio electromecánico.[3]

La marca afirma que sus prestaciones serán superiores incluso a las de los Hellcat o Hemi. Este nuevo nivel de altas prestaciones recibe una nueva denominación llamada "Banshee". Este sistema eléctrico de 800 V le permitiría superar en todas las mediciones a un Hellcat, gracias a su eficaz sistema de tracción con una motricidad de primer nivel. Mientras que la mayoría de coches eléctricos no tienen una transmisión por estar equipados con una única marcha, el Daytona SRT recurre a una nueva denominada "eRupt" de varias velocidades con cambio electromecánico que ofrece distintos cambios de marcha. El SRT Concept también cuenta con la función "PowerShot push-to-pass", que se activa mediante un botón en el volante para proporcionar un mayor nivel de potencia para una aceleración mayor. Otra característica que no tienen los eléctricos, es el sistema de escape. En el Daytona SRT sí hace falta para poder generar el sonido que emite el sistema con cámara Fratzonic, a través de un amplificador de audio y una cámara de afinación ubicados en la parte trasera del vehículo. Gracias a este sistema, emite un sonido de 126 dB que iguala al del SRT Hellcat.

### Diseño
Dispone de un nuevo diseño frontal denominado "R-Wing". Este permite que el aire fluya a través de la entrada frontal y lo canaliza hacia la parte superior del gran cofre, mejorando la carga aerodinámica. El R-Wing delantero se en los ejes exteriores y, al mismo tiempo, ofrece un diseño mejorado aerodinámicamente para el paso del aire. Las cortinas de aire de fibra de carbono situadas a ambos lados de las defensas delanteras y traseras, proporcionan un flujo de aire que contribuye a mejorar la aerodinámica. Además, la parrilla delantera destaca con una iluminación transversal centrada por el regreso del logotipo Fratzog iluminado en blanco. Los detalles verticales de la parrilla delantera rinden tributo al modelo de 1968. Los faros están ocultos bajo el R-Wing e integrados en la superficie aerodinámica. Tanto la iluminación delantera como la trasera presentan un diseño de lado a lado centrado por el logotipo Fratzog iluminado en 3D. Los tiradores de las puertas enrasados continúan el diseño minimalista. Los distintivos Banshee de aluminio cepillado están sobre los pasos de rueda. Los rines de 21 pulgadas (53,3 cm) cuentan con un diseño similar al de una turbina y un logotipo Fratzog rojo en las tuercas centrales de las ruedas. Unas pinzas de freno en gris de seis pistones se encargan de lograr una buena frenada.

### Interior
Aunque el estilo del interior tiene cierto parecido al del pasado, incluye dos enormes pantallas de 16 pulgadas (40,6 cm) para la instrumentación y de 12,4 pulgadas (31,5 cm) para el sistema multimedia, con iluminación led, así como unos mandos táctiles para el manejo de algunas funciones. También se añade una tecla especial para las funciones que activan las prestaciones más radicales. Ofrece espacio para cuatro pasajeros, con un acceso relativamente cómodo a las plazas traseras gracias a sus grandes puertas. Contará con cuatro modos de manejo: Auto, Sport, Track y Drag. Se espera que en 2024 reemplace a los Charger y Challenger de combustión interna, simbolizando la transición hacia un futuro eléctrico.

## Modelo de producción

### Diseño
Consigue abrazar la filosofía estética del modelo gracias a su diseño limpio, liso y minimalista. A nivel de carrocería, cuenta con numerosos detalles que están enfocados a conseguir un buen comportamiento aerodinámico. Los colores del exterior incluyen ocho tonalidades distintas, entre las que se encuentran: After Dark, Bludicrous, Destroyer Grey, Diamond Black, Peel Put, Redeye, Truple Nickel y White Knuckle.
No habrá más modelos con motor V8, por lo que quedan totalmente descartados, pero además de las variantes eléctricas, también habrá modelos con motor de combustión interna y hasta una variante sedán que llegaría en 2025. Esta nueva generación también toma el lugar del Challenger, es decir, habría un sedán y un cupé. Los Charger Daytona serán los modelos eléctricos, mientras que los modelos de combustión solamente llevarán el nombre de Charger.
Lleva una nueva plataforma STLA Large de Stellantis que puede ser usada no solamente para un auto eléctrico, sino que también permite albergar un tren motriz a combustión. En esta primera fase solamente habrá modelos R/T y Scat Pack, ambos con una arquitectura de 400 V, así como un módulo de carga integrado dual y un módulo de propulsión eléctrica (EDM), delantero y trasero, es decir, un motor eléctrico con funciones y prestaciones diferentes en cada eje. En el trasero incluye un diferencial mecánico de deslizamiento limitado. Posteriormente, se verán versiones con arquitecturas más capaces de 800 V y hasta una transmisión de dos marchas para dosificar mucho mejor el par. Esta variante más extrema  será conocida como “Banshee”.

### Motorizaciones y mecánica
El modelo R/T entrega hasta 496 HP (503 CV; 370 kW) y 404 lb·pie (548 N·m) de par máximo, con un paquete de mejoras a través de software y un poco de hardware que le añaden 40 HP (29,8 kW) de potencia al presionar el botón Power Shot en la base del volante durante 15 segundos, con lo que el 0 a 60 mph (0 a 97 km/h) le toma 4.7 segundos, mientras que el 1/4 de milla (402 m) lo cumple en 13.1 segundos. Su velocidad máxima es de 221 km/h (137 mph).
La variante Scat Pack, de serie ya cuenta con la mejora de nivel 2, con lo que su potencia se incrementa hasta los 670 HP (679 CV; 500 kW) y 627 lb·pie (850 N·m) de par máximo. Con esto le permite acelerar de 0 a 60 mph (0 a 97 km/h) en 3.3 segundos. El 1/4 de milla (402 m) lo completa en 11.5 segundos y una velocidad máxima de 216 km/h (134 mph).
Los dos modelos hacen uso de baterías con una capacidad de 100,5 kWh (362 MJ), un tasa de descarga máxima de 550 kW (748 CV; 738 HP), cuya química es de níquel, cobalto y aluminio que, por su tamaño y demás elementos, hacen que el auto en su configuración más pesada llegue a 2648 kg (5838 libras).
En cuanto a la autonomía el modelo R/T puede alcanzar unos 510 km (317 millas) por carga, según a la marca, mientras que el más potente Scat Pack se queda en 418 km (260 millas). Ambos pueden cargarse del 5% al 80% en 6.8 horas con un cargador de nivel 2; mientras que con un cargador rápido de 350 kW (476 CV; 469 HP), les toma lograrlo en 32 minutos. De acuerdo con información oficial, bastará que el vehículo esté conectado alrededor de 27 minutos con un cargador rápido CCS de CC Nivel 3 para pasar del 20% al 80%.
La marca ha incorporado en los modelos eléctricos el sistema Fratzonic Chambered Exhaust, que consiste en una bocina en la zona baja del auto que producirá sonidos similares a los de un motor, al mismo nivel de ruido que generaba un V8 Hellcat. Si no se desea hacer ruido, se puede desactivar con un botón.
Se han desarrollado varios modos de manejo que van desde los tradicionales: Auto, Eco, Sport, Mojado/Nieve, hasta Track, que se podrán seleccionar con un botón en el volante. También cuenta con Launch Control y Line Lock para "quemar llanta" antes de un arrancón.
Opcionalmente en el Scat Pack se puede pedir el paquete para pistas “Track Package” que añade frenos Brembo con discos de 16 pulgadas (40,6 cm), más seis pistones al frente y cuatro atrás que aumentan el área de barrido en más de un 30% con respecto a los SRT de generación previa, además de lucir calipers rojos. Las llantas se cambian por unas Goodyear Eagle F1 Supercar 3 de 305 mm (12,0 pulgadas) en el eje delantero y 335 mm (13,2 pulgadas) en la parte trasera. Lleva suspensión adaptativa, cámaras para grabar las vueltas en pista o simplemente para funcionar como dash cam. Otras opciones incluyen insertos al interior en gamuza y fibra de carbono, mejores sistemas de audio, cámaras para la visión de 360° y hasta un head-up display.
Las versiones con motores de combustión, usarán el nuevo motor de seis cilindros en línea biturbo de 2993 cm³ (3 L; 182,6 plg³) Hurricane de Stellantis fabricado en México, que ya han sido instalados en modelos Jeep y RAM en los últimos años. En los Charger base entregará 420 HP (426 CV; 313 kW). Esa versión llevaría el nombre de Charger Sixpack S.O. El siguiente nivel es el Charger Six Pack H.O. que, con este mismo motor con ciertas modificaciones, eleva la potencia a 550 HP (558 CV; 410 kW), superando así al anterior Hemi de 6417 cm³ (6,4 L; 391,6 plg³) atmosférico.
Las versiones eléctricas tendrán la “R Wing” que se trata de un perfil más aerodinámico que se esconde al frente para permitir una mejor eficiencia, mientras que los modelos a combustión simplemente tendrán un cofre plano. Cómo en el concepto, las formas cuadradas dominan por todos lados, con ciertas líneas en los costados y parte trasera que realmente rinden homenaje a los modelos de los años 70. También según la versión, tendrían emblemas, contrastes distintos y hasta rines de entre 18 a 20 pulgadas (45,7 a 50,8 cm).

### Interior
En cuanto a su diseño interior centrado en el piloto, incluye nueva iluminación interior con 64 colores diferentes, que reaccionan a los ajustes del vehículo y a las acciones seleccionadas, el cual se ve mucho más futurista con pantallas de gran tamaño de 12,3 pulgadas (31,2 cm) para la pantalla central que ya corre el nuevo sistema operativo Uconnect 5. Los modelos R/T llevarían un cuadro de instrumentos digital de 10,25 pulgadas (26,0 cm), mientras que los Scat Pack de 16 pulgadas (40,6 cm). De serie llevan asientos en tela o piel sintética (grupo vinilo) de serie, con el tapizado de piel genuina Nappa negra o roja como una opción, El diseño y la textura del volante busca generar una sensación al piloto que anime a la conducción técnica. También incorpora tecnología calefactable. Además presenta asientos de corte deportivo. Cuenta con una escotilla oculta, con la posibilidad de plegar los asientos traseros para maximizar el espacio disponible. Con esto, el área de carga trasera máxima asciende a más de 1000 L (35,3 pies cúbicos) de almacenamiento, logrando superar en 133% la capacidad de carga al Charger anterior que va de salida.
El entretenimiento será de un nivel superior con diferentes paquetes de personalización, cuya opciones incluyen: Plus Group, Black Group, Blacktop Package, Track Package, Carbon & Suede Package y Sun & Sound. En el caso de los Daytona Scat Pack y los R/T, tienen un sistema de sonido estéreo firmado por Alpine con nueve bocinas y 5065 V con subwoofer. También tendría como alternativa superior la instalación de un sistema Alpine Premium integrado por 18 bocinas con potencia de 914V y subwoofer. La pantalla central facilitará el acceso a las distintas funciones de conectividad, siendo compatible con Android Auto, Apple CarPlay y Dodge Connected Services.

### Producción
Esta nueva generación en todas sus versiones será ensamblado en la planta de Windsor (Ontario), Canadá y todas contarán con tracción en las cuatro ruedas. Las versiones cupé del Charger Daytona Scat Pack totalmente eléctrico y del Charger Daytona R/T comenzarían a producirse a mediados de 2024. En Estados Unidos las versiones eléctricas comenzarían sus ventas en 2024, mientras que los de combustión llegarían a inicios de 2025, con la variante sedán haciendo su aparición hacia la primavera de 2025.